# لوسيوس بورش
لوسيوس إدوارد بورش (بالإنجليزية: Lucius E. Burch)‏ (10 ديسمبر 1874 - 15 أكتوبر 1959) هو لاعب كرة القدم الأمريكية الجامعية وجراح بارز في جنوب الولايات المتحدة شغل منصب عميد كلية الطب في جامعة فاندربيلت. لوسيوس بروش هو والد لوسيوس بورش الابن الذي اشتهر بمساهماته في مجالات حفظ الحقوق المدنية ووصف بأنه "الضمير الأكثر ليبرالية في ممفيس.

## النشأة
التحق بورش بمدرسة ويب في بيل بوكلي، تينيسي.

## جامعة فاندربيلت
حصل بورش على درجة الدكتوراه في الطب عام 1896.

### كرة القدم
كان بورش لاعبًا بارزًا في فريق كرة القدم الخاص بجامعة فاندربيلت كومودوريز من عام 1894 إلى 1897 - «واحد من أفضل الحراس المتطورين في الولايات المتحدة خلال مسيرته الرياضية». تم اختيار بورش للالتحاق بالفريق الأول لكرة القدم بجامعة فاندربيلت في عام 1912. وكتب أحد قادة الفريق أن «الكابتن كيلر كان أعظم خبير كرة قدم لعب على الإطلاق في جنوب الولايات المتحدة، وأعتقد أيضا أن لوكا بورش هو الحارس الأكبر وأن فيل كونيل كان أعظم لاعب كامل لعب على الإطلاق في جنوب الولايات المتحدة».
1897
أنهى فريق الجامعة موسم 1897 بلا هزيمة دون أن يفقدوا أي نقطة وكانت تلك أول بطولة تحصدها الجامعة.

## الممارسة الطبية
مارس بورش الطب لفترة وجيزة في بير سبرينغ بولاية تينيسي قبل دراسة الجراحة في مستشفى سانت جورج في لندن. التحق بمدرسة فاندربيلت للطب عام 1904 كأستاذ طب النساء قبل أن يصبح عميدًا للكلية بعد عشر سنوات.

## روابط خارجية
- لوسيوس بورش في فايند اغريف